# Cine surrealista

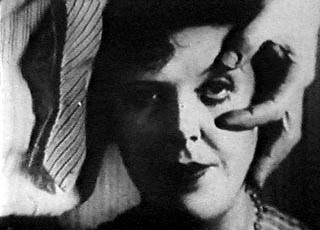
Escena icónica de Un chien andalou (Un perro andaluz, 1929) de Luis Buñuel, una de las primeras y más icónicas películas surrealistas.

El cine surrealista es aquel al que se aplican los conceptos y técnicas propias del Surrealismo, movimiento artístico y literario surgido en Francia en 1919 en torno a la personalidad del poeta André Breton. El cineasta español Luis Buñuel es ampliamente destacado en todo el mundo como uno de los mayores exponentes del género, al que dedicó casi toda su filmografía.

## Características
Proveniente de la poesía y de las artes plásticas, el cine surrealista mantiene muchos de sus grandes motivos: creación al margen de todo principio estético y moral, la fantasía onírica, el humor desaprensivo y cruel, el erotismo lírico, la deliberada confusión de tiempos y espacios diferentes. Sus realizadores lo utilizan para escandalizar y exterminar una sociedad burguesa mezquina y sórdida
conocimiento del cine de vanguardia de carácter cubista y dadaísta, que comenzó a desarrollarse hacia 1925. Ejemplos de esta tendencia son Ballet mécanique, de Fernand Léger (un pintor cubista) o el filme dadaísta Entreacto (fines de 1924), de René Clair y Francis Picabia, caracterizado por la creación de metáforas visuales. Otro intento vanguardista fue La estrella de mar (1928), de Man Ray y Robert Desnos, que se limitaba a un encadenamiento de planos fundidos que constituían una serie fotográfica más que una película surrealista.
En 1928 aparece la primera película con cierto contenido surrealista, La caracola y el clérigo, de Germaine Dulac y guion de Antonin Artaud. Al año siguiente se estrena el exponente más representativo de este género cinematográfico, Un perro andaluz (1929) de Luis Buñuel, la obra maestra del cine surrealista. Buñuel continuaría su trayectoria cinematográfica con un surrealismo más combativo en La edad de oro (1930). La sangre de un poeta (1930), de Jean Cocteau, con influencias del surrealismo no fue bien recibida por el grupo surrealista y no puede considerarse perteneciente a este movimiento.